# Élie Mercier
Élie Mercier est le premier directeur de l'Institut national des sports,.

## Carrière
Ancien capitaine instructeur à l'École de Joinville, il a été le premier directeur de l'INS, ancêtre de l'INSEP (1945-1948).

## Ouvrages
- Robert Reignier. Acrobatie élémentaire et supérieure :  Préface d'Élie Mercier (Reliure inconnue). 1947

## Sources
1. ↑  « Iconothèque : la première photographie de l'ins (janvier 1945). elie mercier,… », sur jeunesse-sports.fr via Internet Archive (consulté le 16 octobre 2023).
2. ↑  « Iconothèque : Elie Mercier, ancien capitaine instructeur à l'Ecole de… », sur jeunesse-sports.fr via Wikiwix (consulté le 16 octobre 2023).